# Giovanni Battista Lusieri
Giovanni Battista Lusieri (Roma, 1755 – Atenes, 1821) fou un pintor paisatgista italià i pintor de cambra de Ferran I de les Dues Sicílies abans de treballar pel comte d'Elgin Thomas Bruce i implicar-se en l'extracció i transport dels marbres d'Elgin a Anglaterra.

## Biografia
Segons el Rijksbureau voor Kunsthistorische Documentatie (en català, Institut Neerlandès per a la Història de l'Art), Giovanni Battista Lusieri viatjà a Nàpols, Grècia i Turquia. Lusieri fou contractat pel comte d'Elgin Thomas Bruce per fer dibuixos de l'Acròpoli d'Atenes. També és conegut per extreure i transportar els marbres d'Elgin a Londres.

### Pintor

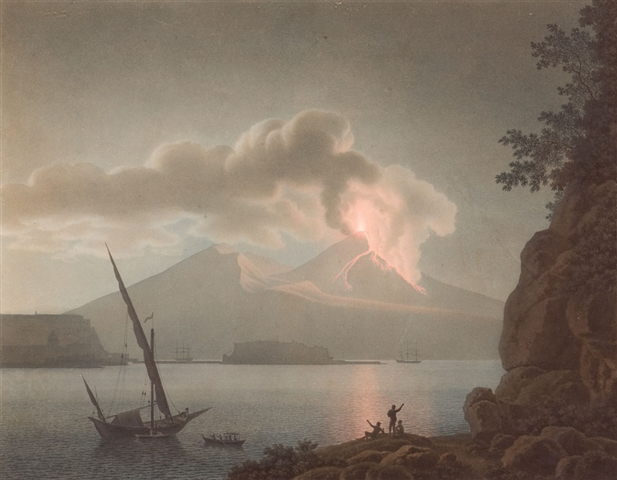
Erupció del Vesuvi de nit (1793)

Lusieri originalment va ser conegut per les seves pintures de paisatges acurades i els estudis d'edificis d'Itàlia i Sicília que sovint venia als senyors joves durant els seus Grand Tour, especialment després de traslladar-se a Nàpols el 1782 i concentrar-se en les vistes del Vesuvi, pintures que es venien bé perquè llavors el volcà era bastant actiu. Lord Byron el considerà un important artista italià, encara que pot no ser una afirmació neutral, ja que fou un bon amic del cunyat de Lusieri, Nicolo Giraud. Lusieri pintà els seus paisatges acuradament i es resistí a la moda per a construccions imaginatives que imitaven Claude Lorrain, justificant que les pintures s'han de basar en la vida real. A partir de 1799 va passar el seu temps treballant pel compte d'Elgin a Grècia, cosa que va fer que destinés menys temps a pintar. Lusieri creia que podria haver estat més famós com a artista si no hagués passat tant de temps treballant pel compte d'Elgin i la seva col·lecció de l'antiguitat.

### Marbres d'Elgin

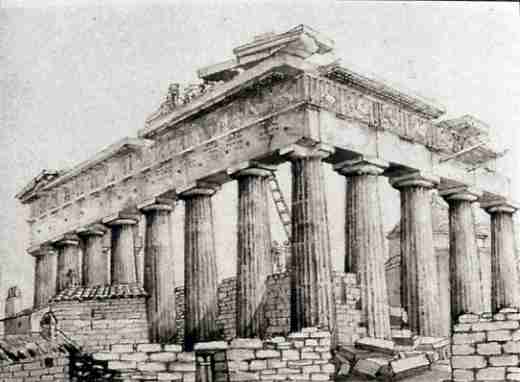
Bastides de Lusieri durant l'extracció dels marbres d'Elgin del Partenó

Lusieri havia sigut el pintor de cambra del rei de Nàpols; el secretari d'Elgin, William Hamilton, escrigué al Rei per demanar el seu permís per contractar el seu pintor. Va ser contractat pel comte i la comtessa d'Elgin, tot i que no sabia parlar anglès, així que el contracte va ser redactat entre ells en francès i a Lusieri se li pagà 200 lliures esterlines per any. Originalment va ser contractat per elaborar esbossos d'antiguitats gregues per a Elgin. Lusieri també estava facultat per utilitzar els emmotlladors que tenien per crear motlles d'escultures gregues. Tanmateix Elgin va trobar que les escultures de marbre havien desaparegut i que presumptament havien estat destruïdes. Va ser Lusieri qui va persuadir el reticent Elgin de treure les escultures per protegir-les dels oportunistes locals turcs que les estaven fent miques per vendre-les als turistes. El 1801 Elgin va manar a Lusieri supervisar l'extracció de les escultures per un cost de 70.000 lliure esterlines.

## Llegat
El 1828 el cos principal de l'obra es va veure reduïda quan moltes de les seves pintures es van perdre en un naufragi. Un important número de les seves pintures es troben actualment a la col·lecció privada de la família d'Elgin. Aquestes pintures i altres es van exposar per primer cop el 2012 a la National Gallery of Scotland.